# Zesde Havendok

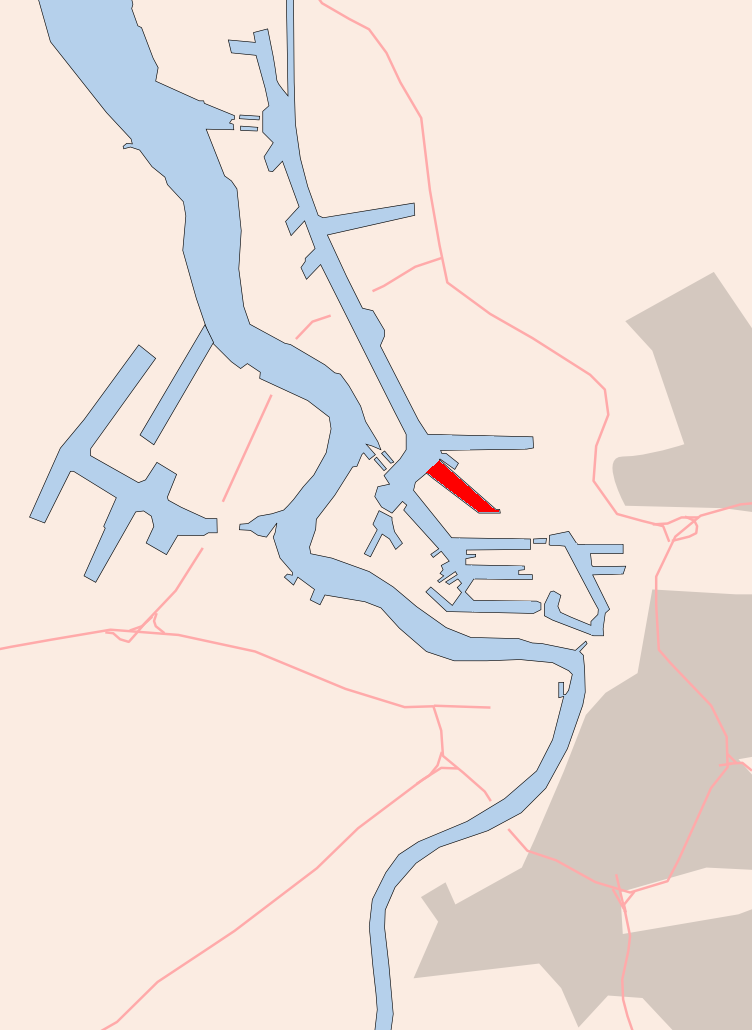
Locatie

Het Zesde Havendok ligt in een noordwest-zuidoost as in het noordoosten van de haven van Antwerpen. Het ligt zuidelijker dan het Churchilldok en bijna evenwijdig met het zuidwestelijk gelegen Hansadok en het zuidoostelijk gelegen Leopolddok. De aanleg van het dok begon in 1960 en is voltooid in 1964, ze is ong. 1.786 meter lang en het begindok is 417 meter en het einddok 355 meter met een diepte van 11 meter. Net als het Churchilldok loopt het onevenwijdig wat breedte betreft. Het dok werd aangelegd waar koning Leopold II de verplaatsing van de Schelde in noordwestelijke richting plande om zo enkele rivierbochten tussen de Royerssluis en de Kruisschanssluis weg te werken.
Vanaf de hoekkade nº 300 tot 306 (zuidwestkant) ligt het Thomsen's Havenbedrijf en op nº 308 het Müller Thompson bedrijf. Vanaf nº 310 tot 314 heeft Huys & Compagnie zijn concessie. Op nº 312 liggen aansluitingspijpen van deze firma. Vanaf nº 316 tot 324 bestrijkt Frigo Noordnatie deze lange brede hoekkade.
In de oostelijke hoek ligt een insteekdokje van de nummeringen 326 van Hessenatie en in het insteekdokje nº 328 tot 330 A.M.A (Ferry Boats).
Beginnend vanaf het insteekdokje noordkant 332 tot nº 334 is het Union Fin. & Maritime gevestigd. Tussen nº 328 en Noorderlaan 171, die daar een bocht neemt naar het noordoosten voor de aansluiting met het Churchilldok, ligt het Antwerp Mariners Club. Daar is het "Meals" bar, een souvenirwinkel, een Snookerzaal en kapel gevestigd. Verder is er nog telefoonservice, wisselkantoor, tafeltennis en video cassette- en boekenruil in de bibliotheek vertegenwoordigd. Het is vooral gericht voor zeelieden, truckers, schippers, havenarbeiders, havendiensten en toevallige voorbijgangers.
Iets verderop de Noorderlaan ligt het Swedisch Seamen's Church (Svenska Sjömanskyrkan), de Zweedse Zeemanskerk.
Op nº 336 ligt de vestiging van Gylsen Stevedoring. Tussen de nummers 338 en 346 liggen verschillende vestigingen naast elkaar zoals; C.M.B., Union Fin. & Maritime, C.M.B. - Gylsen stevedoring en Belgian Bunkering.
Tussen 348 en 358 staan de vaste wal-graanzuigersinstallaties. Verderop aan nº 348 is het Mira-Bari en de Jumbo Tax free. Het is een etablissement-bar en tankstation. De kade loopt in een smalle strook verder naar 352, het uiteinde van dit havendok. Vlak daarachter ligt het Graandok.
Op de Antwerpse rechteroever van de Schelde:
Albertdok · Amerikadok · Asiadok · Bevrijdingsdok · Bonapartedok · Churchilldok · Derde Havendok · Eerste Havendok · Graandok · Hansadok · Houtdok · Industriedok · Kanaaldok · 
Kattendijkdok · Kempisch dok · Kooldok · Leopolddok · Lobroekdok · Margueriedok · Marshalldok · Noordschippersdok · Petroleumdok · Sasdok · Schippersdok · Schuildok voor Lichters · Siberiadok · Steendok · Straatsburgdok · Suezdok · Tweede Havendok · Verbindingsdok · Vierde Havendok · Vijfde Havendok · Willemdok · Zesde Havendok · Zuiderdokken
Op de Oost-Vlaamse linkeroever van de Schelde:
Deurganckdok · Doeldok · Noordelijk Insteekdok · Saeftinghedok · Verrebroekdok · Vrasenedok · Waaslandkanaal · Zuidelijk Insteekdok